# Austerrum
Austerrum este o arie protejată (arie specială de conservare — SAC, sit de importanță comunitară — SCI, arie de protecție specială avifaunistică — SPA) din Suedia întinsă pe o suprafață de 349,7 ha, integral pe uscat.

## Localizare
Centrul sitului Austerrum este situat la coordonatele 57°03′06″N 18°20′33″E / 57.0518°N 18.3426°E.

## Înființare
Situl Austerrum a fost declarat sit de importanță comunitară în aprilie 2004 pentru a proteja 7 specii de animale. Alte tipuri de protecție:
- arie de protecție specială avifaunistică (în aprilie 2004)[2]
- arie specială de conservare (în martie 2011)[1][3][4]

## Biodiversitate
Situată în ecoregiunile boreală și marină baltică, aria protejată conține 9 habitate naturale: Formațiuni de Juniperus communis pe lande sau pajiști calcaroase, Pășuni de coastă din Baltica boreală, Pajiști uscate seminaturale și facies de acoperire cu tufișuri pe substraturi calcaroase (Festuco-Brometalia) (* situri importante pentru orhidee), Pajiști cu Molinia pe soluri calcaroase, turboase sau argilos-nămoloase (Molinion caeruleae), Pășuni din zone de pădure fino-scandinave, Taiga vestică, Litoraluri nisipoase din Baltica boreală cu vegetație perenă, Alvar nordic și șisturi calcaroase precambriene, Salicornia și alte specii anuale care populează regiunile mlăștinoase și nisipoase.
La baza desemnării sitului se află mai multe specii protejate de  păsări (7): Branta leucopsis, Calidris alpina schinzii, bătăuș (Philomachus pugnax), ciocântors (Recurvirostra avosetta), chiră mică (Sterna albifrons), chiră de baltă (Sterna hirundo), Sterna paradisaea.